# Ours en France

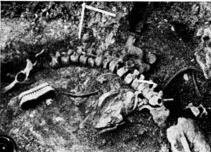
Squelette d'ours des cavernes d'Eurasie (Ursus spelaeus).Grotte de Coupe-Gorge, Montmaurin, Haute-Garonne, France.

La présence de l'Ours en France est attestée depuis plusieurs dizaines de milliers d'années. Au début du XXIe siècle, les seuls ours sauvages du pays sont des ours bruns dans les Pyrénées.